# Rupert Mayer
Rupert Mayer SJ (ur. 23 stycznia 1876 w Stuttgarcie, zm. 1 listopada 1945 w Monachium) – niemiecki prezbiter z zakonu jezuitów, główna postać katolickiej odsłony ruchu oporu działającego w okresie III Rzeszy w Monachium.

## Życiorys
Pochodził z wielodzietnej rodziny kupieckiej. Na życzenie ojca studiował we Fryburgu, Monachium i Tybindze. W Rottenburgu wstąpił do seminarium duchownego, a po jego ukończeniu w 1899 roku przyjął święcenia kapłańskie. Do nowicjatu Towarzystwa Jezusowego przyjęty został w Feldkirch, a studia kontynuował w holenderskim w Valkenburgu. 
W 1906 roku skierowany został do prowadzenia misji ludowych na terenach Nadrenii, Westfalii i Bawarii.
Beatyfikowany przez Jana Pawła II 3 maja 1987 w Monachium. Szkoła jego imienia znajduje się w Pullach koło Monachium przy Pater-Rupert-Mayer-Straße.